# Прикладная механика
Прикладна́я меха́ника — раздел физических наук и практического применения механики. Теоретическая механика описывает реакцию тел (твёрдых тел и жидкостей) или систем тел на внешнее поведение тела, находящегося либо в начальном состоянии покоя, либо в состоянии движения, на которое действует сила. Прикладная механика устраняет разрыв между физической теорией и её применением в технике. Она используется во многих областях машиностроения, особенно в машиностроении и строительстве; в этом контексте ее обычно называют инженерной механикой. Большая часть современной прикладной или инженерной механики основана на законах движения Исаака Ньютона, а современная практика их применения восходит к Степану Прокофьевичу Тимошенко, который считается отцом современной инженерной механики.